# Кусские языки
Кусские или кусанские языки, англ. Coosan languages — исчезнувшая семья индейских языков Северной Америки, состоявшая из 2 языков. Была распространена вдоль южного побережья Орегона.

## Состав
1. Ханис
2. Милук (также известен как нижний кокиль, Lower Coquille)
Мелвилл Джейкобс (en:Melville Jacobs, 1939) писал, что языки были так же близки, как немецкий и нидерландский.
Язык ханис был распространён к северу от милуков вдоль реки Кус и залива Кус. Название há·nis — самоназвание народа. Последний носитель, Марта Джонсон, умерла в 1972 г.
Язык милук был распространён в низовьях реки Кокиль и в южной части залива Кус. Название miluk — самоназвание народа и название одной из деревень. Последний носитель, Энни Майнер Питерсон (знала также язык ханис, надиктовала на фонограф много песен и легенд) умерла в 1939 г.
Происхождение слова Coos (название реки, залива, местности) неизвестно. По одной точке зрения, оно происходит от корня gus- в языке ханис, что означает «юг» (пример: gusimídži·č, «на юг»). По другой точке зрения, слово происходит из атабаскских языков, где слово ku·s означает «залив».

## Классификация
В 1916 г. Эдвард Сепир включил кусские языки в гипотетическую орегонскую пенутийскую ветвь пенутийских языков. Даная классификация является дискуссионной.

### Ханис
- Frachtenberg, Leo J. (1913). Coos texts. California University contributions to anthropology (Vol. 1). New York: Columbia University Press. (Reprinted 1969 New York: AMS Press).
- Frachtenberg, Leo J. (1922). Coos: An illustrative sketch. In Handbook of American Indian languages (Vol. 2, pp. 297–299, 305). Bulletin, 40, pt. 2. Washington:Government Print Office (Smithsonian Institution, Bureau of American Ethnology).
- Grant, Anthony. (1996). John Milhau’s 1856 Hanis vocabularies: Coos dialectology and philology. In V. Golla (Ed.), Proceedings of the Hokan-Penutian workshop: University of Oregon, Eugene, July 1994 and University of New Mexico, Albuquerque, July 1995. Survey of California and other Indian languages (No. 9). Berkeley, CA: Survey of California and Other Languages.

### Милук
- Dorsey, James Owen. (1885). On the comparative phonology of four Siouan languages. In Annual reports of the Board of Regents for the year 1883, Smithsonian Institution (No. 3, pp. 919–929). Washington, D. C.: U.S. Government Printing Office (Bureau of American Ethnology).
- Jacobs, Melville. (1939). Coos narrative and ethnologic texts. University of Washington publications in anthropology (Vol. 8, No. 1). Seattle, WA: University of Washington.
- Jacobs, Melville. (1940). Coos myth texts. University of Washington publications in anthropology (Vol. 8, No. 2). Seattle, WA: University of Washington.